# اچ‌ام‌ای‌اس ملبورن (آر۲۱)
اچ‌ام‌ای‌اس ملبورن (آر۲۱) (به انگلیسی: HMAS Melbourne (R21)) یک کشتی بود که طول آن ۲۱۳٫۹۷ متر (۷۰۲ فوت) بود. این کشتی در سال ۱۹۴۵ ساخته شد.